# Reconquista (Santa Fe)
Reconquista is een plaats in het Argentijnse bestuurlijke gebied General Obligado in de provincie Santa Fe. De plaats telt 66.187 inwoners.
De Argentijnse luchtmacht heeft hier een basis vanwaar het met lichte vliegtuigen opereert.
De stad is sinds 1957 de zetel van het rooms-katholieke bisdom Reconquista.

## Geboren
- Gabriel Batistuta (1 februari 1969), voetballer
- Juan Forlín (10 januari 1988), voetballer
- Federico Mancuello (26 maart 1989), voetballer